# Ménétréols-sous-Vatan
Ménétréols-sous-Vatan is een gemeente in het Franse departement Indre (regio Centre-Val de Loire) en telt 121 inwoners (2009). De plaats maakt deel uit van het arrondissement Issoudun.

## Geografie
De oppervlakte van Ménétréols-sous-Vatan bedraagt 29,8 km², de bevolkingsdichtheid is dus 4,1 inwoners per km².
De onderstaande kaart toont de ligging van Ménétréols-sous-Vatan met de belangrijkste infrastructuur en aangrenzende gemeenten.

## Demografie
Onderstaande figuur toont het verloop van het inwonertal (bron: INSEE-tellingen).